# اوکرو اوکرویان
اوکرو مکرتچی اوکرویان (ارمنی: Օքրո Մկրտչի Օքրոյան؛  زادهٔ ۲۵ ژوئیه ۱۹۳۹ - درگذشته ۲ مه ۲۰۰۳)، شاعر، نثرنویس و تاریخ‌نگار ادبی اهل ارمنستان بود.

## زندگی‌نامه
وی در ۲۵ ژوئیه ۱۹۳۹ در تورتسخ به دنیا آمد و از دانشگاه دولتی علوم پرورشی خاچاطور آبوویان ارمنستان فارغ‌التحصیل شد. اوکرویان عضو اتحادیه نویسندگان ارمنستان بود. بود. وی در ۲ مه ۲۰۰۳ در سن ۶۳ سالگی در ایروان درگذشت.